# Parc rural de Kiu Tsui

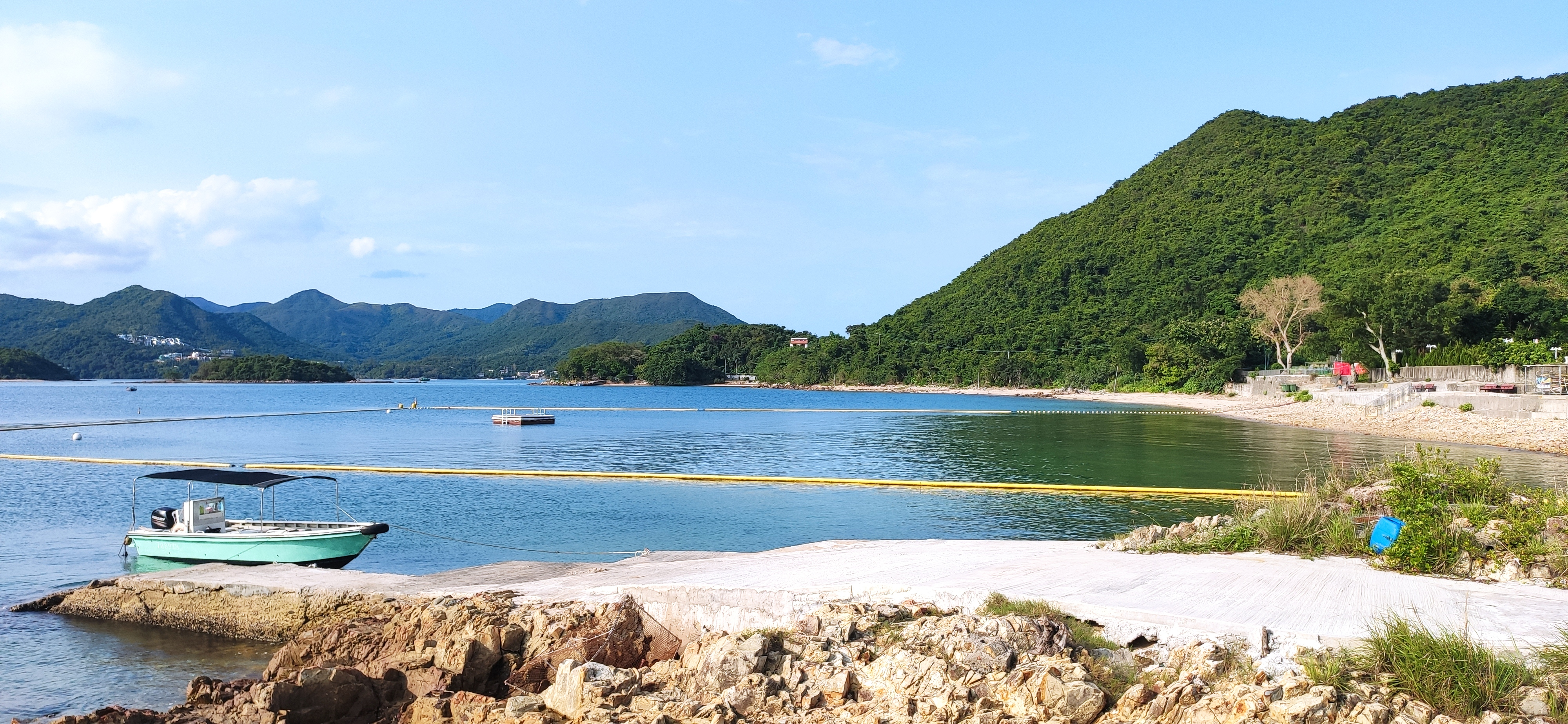
Plage de Kiu Tsui

Le parc rural de Kiu Tsui (anglais : Kiu Tsui Country Park) est un parc rural situé dans la région des Nouveaux Territoires de Hong Kong, dans le district de Sai Kung, près de Port Shelter. Inauguré le 1er juin 1979, il recouvre une superficie de 100 hectares, ce qui fait le deuxième plus petit parc rural de Hong Kong (le premier étant celui de Lung Fu Shan). Excepté une partie la partie terrestre du district, l'étendue du parc comprend également huit îles : 
- Sharp Island
- Kiu Tau
- Pak Sha Chau
- Tai Tsai Chau
- Siu Tsan Chau
- Cham Tau Chau
- Yau Lung Kok
- Tuen Tau Chau.